# Come and Get It (Rachel Stevens)
Come and Get It è il secondo album solista della cantante pop britannica Rachel Stevens. È stato pubblicato dalla Polydor Records il 17 ottobre del 2005 solo in Regno Unito e Irlanda. L'album è stato prodotto da vari importanti produttori, tra cui Xenomania, Richard X o Hannah Robinson. Il 26 giugno del 2007, l'album, venne pubblicato anche negli Stati Uniti, ma solo in formato digitale.

## Tracce
1. So Good – 3:14 (Robinson, Gabriel)
2. I Said Never Again (But Here We Are) – 3:26 (Davis, Jewels & Stone)
3. Crazy Boys – 3:53 (Robinson, Richard X)
4. I Will Be There – 4:04 (Robinson, Statham, Gabriel)
5. Negotiate with Love – 3:06 (Lindblom, Nervo, Nervo, Wollebeck)
6. It's All About Me – 3:32 (Cardwell, Gallup, O'Donnell, Smith, Smith, Tolhurst, Williams, Thompson)
7. Secret Garden – 3:57 (Douglas, Poole)
8. Nothing Good About This Goodbye – 3:45 (Higgins, Strum, Coler)
9. Some Girls – 3:35 (Robinson, Richard X)
10. Je M'appelle – 3:41 (Legassick, Poole)
11. Funny How – 4:14 (Cowling, Higgins, Powell, Coler, Cooper, Stevens)
12. Every Little Thing (UK/U.S. iTunes bonus track) – 3:44 (Davis, Jewels & Stone)
13. Dumb Dumb (UK/U.S. iTunes bonus track) – 3:42 (Eriksen, Nichols, Valentine)

Tracce bonus CD + DVD
1. Sweet Dreams My LA Ex
2. Funky Dory
3. Some Girls
4. More, More, More
5. Negotiate with Love
6. So Good
7. I Said Never Again (But Here We Are)